# أوليفييه لونتشي
أوليفييه لونتشي (بالإنجليزية: Olivier Lontchi)‏ مواليد 8 يونيو 1983 في الكاميرون، هو ملاكم محترف كندي بدأ مسيرته الاحترافية سنة 2004.

## إحصائيات
خاض خلال مسيرته 23 نزالا، فاز في 18 وتعادل في 2 وخسر في 3. فاز بالضربة القاضية في 8 نزالات.

## روابط خارجية
- أوليفييه لونتشي على موقع بوكس ريك (الإنجليزية) (registration required)